# Шведове
Шведо́ве — село в Україні, в Криворізькому районі Дніпропетровської області. Входить до складу Новолатівської сільської громади. 
До 2016 року орган місцевого самоврядування — Зеленобалківська сільська рада. Населення — станом на 2016 близько 7 мешканців.

## Географія
Село Шведове знаходиться на відстані в 1,5 км від села Широка Долина та за 2,5 км від села Нове.

## Населення

### Мова
Розподіл населення за рідною мовою за даними перепису 2001 року:
| Мова       | Кількість | Відсоток |
| ---------- | --------- | -------- |
| українська | 12        | 54.54%   |
| російська  | 10        | 45.46%   |
| Усього     | 22        | 100%     |